# Élections générales néo-brunswickoises de 1970
L'élection générale néo-brunswickoise de 1970, aussi appelée la 47e élection générale, a lieu le 26 octobre 1970 afin d'élire les membres de la 47e législature de l'Assemblée législative du Nouveau-Brunswick, au Canada.
Le Parti progressiste-conservateur remporte une majorité de 32 sièges tandis que l'opposition officielle est formée par le Parti libéral, avec 26 sièges.